# Даценко Сергій Володимирович
Сергі́й Володи́мирович Даце́нко — старший лейтенант міліції підрозділу МВС України, учасник російсько-української війни.

## Нагороди
- орден Богдана Хмельницького III ступеня (2022) — за особисту мужність і самовіддані дії, виявлені у захисті державного суверенітету та територіальної цілісності України, вірність військовій присязі.
- орден Данила Галицького (27.5.2015) — за особисту мужність і героїзм, виявлені у захисті державного суверенітету та територіальної цілісності України, вірність військовій присязі під час російсько-української війни.